# Поточна златовчица
Златовчица поточна (лат. Salvelinus fontinalis) слатководна је риба која припада фамилији Salmonidae
- Латински назив: Salvelinus fontinalis

- Локални називи: Поточна златовчица, Канадска пастрмка

- Макс. дужина: 1

- Макс. тежина: 9

- Време мреста: од октобра до марта

## Опис и грађа
Златовчица поточна има леђа маслинасто до тамнозелено боје, мраморних шара, а бокове жутобеле боје са светлијим тачкама. Трбух је бео, а код неких примерака црвенкаст. У периоду мреста, трбух поприма изразито црвену боју. На леђима и репном перају постоје тамне пеге. На телу се налази мањи број црвених пега. Црвене пеге могу бити са светлим обрубом или без њега. 
У водама Балкана, златовчица поточна се разликују од других салмонида по крупним светлим пегама, и може да достигне дужину до 50 cm и тежину до 1 kg. 

## Навике, станиште, распрострањеност
Златовчица поточна је типични становник хладних, брзих, чистих и кисеоником веома богатих вода. Храни се планктонима, пужевима и шкољкама, а њена природна станишта на Балкану нису довољно проучавана, али је позната популација из изворских делова реке Босне у БиХ. 
У Србији се млађ ове врсте узгаја у мрестилиштима, а затим пушта у језера и водене акумулације у којима су повољни услови за њен даљи развој.

## Размножавање
Златовчица поточна се мрести од октобра до марта. Полно је зрела између друге и треће године, кад је дугачка 0д 15 до 30 cm.